# Distrikt Simón Bolívar
Der Distrikt Simón Bolívar liegt in der Provinz Pasco der Region Pasco in Zentral-Peru. Der Distrikt wurde am 15. April 1955 gegründet. Er wurde nach Simón Bolívar, einen südamerikanischen Unabhängigkeitskämpfer, benannt. Der Distrikt besitzt eine Fläche von 691 km². Beim Zensus 2017 wurden 13.029 Einwohner gezählt. Im Jahr 1993 lag die Einwohnerzahl bei 15.424, im Jahr 2007 bei 13.681. Die Distriktverwaltung befindet sich in der 4200 m hoch gelegenen Ortschaft San Antonio de Rancas mit 1252 Einwohnern (Stand 2017). San Antonio de Rancas liegt 6,5 km westlich der Provinz- und Regionshauptstadt Cerro de Pasco.

## Geographische Lage
Der Distrikt Simón Bolívar liegt im Andenhochland im Westen der Provinz Pasco. Er besitzt eine Längsausdehnung in Ost-West-Richtung von 43 km sowie eine maximale Breite von 30 km. Im Westen reicht der Distrikt bis zum Hauptkamm der peruanischen Westkordillere.
Der Distrikt Simón Bolívar grenzt im Westen an den Distrikt Oyón (Provinz Oyón), im Nordwesten an den Distrikt Yanahuanca (Provinz Daniel Alcides Carrión), im Nordosten an die Distrikte Chacayán und Santa Ana de Tusi (beide in der Provinz Daniel Alcides Carrión), im Osten an die Distrikte San Francisco de Asís de Yarusyacán, Yanacancha, Chaupimarca, Tinyahuarco und Vicco sowie im Süden an den Distrikt Huayllay.